# Lénárd
Lénárd est un prénom hongrois masculin.

## Étymologie
Le prénom, dans sa forme ancienne, vient de l'allemand, adaptation savante en latin médiéval, d'après le latin Leo, leonis qui signifie « lion », d'un prénom germanique basé sur l'élément le[w]o « lion » (cf. allemand Löwe, littéraire Leu ; néerlandais leeuw), lui-même emprunt au latin, et l'élément hard « dur », devenu le suffixe -ard en français.
La présence d'un [n] intervocalique s'explique par la forme fléchie du mot germanique (cf. allemand Löwe, Löwen ; néerlandais leeuw, leeuwen. cf. aussi le nom allemand de Richard Cœur de Lion : Löwenherz) qui a été assimilée précocement à la déclinaison latine -o / -onis (cf. Cicero / Ciceronis). 
On rencontre parfois la latinisation Leunardus et, par erreur, les formes Liudhard et Leubardus qui sont de tout autres prénoms basés sur un préfixe d'origine germanique différent liud- « gens » (cf. vieux saxon liud ; vieux haut allemand liuti > allemand Leute « gens ». cf. français leude cf. ancien prénom Léotard, Lieutard) et lieb- (variante latinisée en leub-) « amour » (cf. anciens prénoms Liebart, Liebaert).

## Équivalents
- Lennart
- Léonard
- Leonarda

## Fête
Les "Lénárd" se fêtent le 6 novembre, plus rarement le 26 novembre. 